# موریس ژیراردو
موریس ژیراردو (فرانسوی: Maurice Girardot‎; ۲۲ دسامبر ۱۹۲۱ – ۸ فوریهٔ ۲۰۲۰) بازیکن بسکتبال اهل فرانسه بود.